# التوجه الجيني
يعرف التوجه الجيني بأنه الجذب المتبادل بين الناقلين لنفس الجينات المتنحية الكامنة أو ذات الصلة. طورها الطبيب النفسي المجري ليوبولد سزوندي في 1930s، وتلخص النظرية إلى أن الغريزة بيولوجية ووراثية في الأصل. يعتقد سزوندي أن هذه الجينات تنظم «إمكانيات القدر» وكانت مبدأ العمل في اللاوعي العائلي.

## نظرة عامة
يتكون التوجه الجيني من النظرية القائلة بأن الجينات تؤثر على السلوك البشري. في حين تم تحديدها ككيانات، توجد الجينات في مجموعات لأن التطور يفضل التعاون. داخل كل مجموعة جينية، من الممكن الكشف عن الاحتياجات المحددة التي تعمل كآليات للفحص والانتقاء الطبيعي.
وصل سزوندي إلى نوع من الحتمية الوراثية، وهي نظرية فلسفية عن الأقدار. "العوامل الوراثية الكامنة في البشر، الجينات المتنحية، لا تبقى كامنة أوغيرنشطة داخل الكائن البشري، ولكنها تمارس تأثيراً مهماً جداً وحتى حاسماً على سلوكه. تدعي هذه النظرية الجينية الكامنة أو المتنحية أن هذه العوامل الوراثية غير المهيمنة تحدد اختيارالكائن، الطوعي وغيرالطوعي، للفرد. وبالتالي، فإن الدوافع الناتجة عن هذه الجينات الكامنة توجه اختيارالفرد لأشياء من الحب، والصداقات، والمهن، والأمراض، وأشكال الموت. ومن ثم، منذ بداية وجود الإنسان هناك خطة خفية للحياة تسترشد "بالدوافع الغريزية".

## محركات غريزية
في نظرية سزوندي، كل «حاجة» (رابط بين الجينات والسلوك) تتألف من قطبية من الميول الإيجابية والسلبية. تحتاج أيضا إلى التجمع معاً في أقطاب لتشكيل أكبر مقدار من محركات تسمى «محركات غريزية». معاً، تتحد الميول السلوكية، والاحتياجات، والدوافع لتشكيل مجموعة نمطية.
ابتكرسزوندي نظرية القيادة التي تحدد أن كل محرك يحتوي على ما لا يقل عن أربعة جينات. «محركات سزوندي الأربعة هي (1) الاتصال، (2) جنسيّ، (3) نوبة مرضية شديدة، و (4) الذَّات. وهم متورطون في اضطراباتهم النفسية المقابلة وما يعادلها: (1) الاكتئاب الهوسي، (2) الشذوذ الجنسي، (3) الصرع والهستيريا، و (4) الفصام». من خلال تحديد الاضطرابات النفسية في الدوافع البيولوجية، يمكن للمرء أن يوضح أن المرض هو تنافرفي الاحتياجات الأساسية.

## اللاوعي العائلي
التوجه الجيني هو مبدأ عمل اللاوعي العائلي، المشاركة الكمية للجينات عبر أجيال الأسرة. قد يرث النسل عدة جينات من كلا الوالدين، في حين يتلقى آخرون عدداً أقل من الجينات ويظهرون ظروفاً طيفية. (على سبيل المثال، بينما يتم تشخيص إصابة أحد الأطفال بالصرع، يظهر الطفل الآخر أعراضاً مختلفة فقط على مدى فترة من الزمن).
لاحظ سزوندي أنه عندما تنقل العائلات جينات لأمراض محددة، تنقل نفس العائلة دفاعاتها ضد تلك الاضطرابات. المعروف لدى سزوندي باسم التغاير، ويعرف حاليا باسم «موازنة الاختيار».
وانتهى سزوندي إلى أن الصفات الوراثية تمنح الاحتياجات والميول التي تشكل عملية صنع القرار. «يمكن فك رموز الميول الوراثية من خلال بناء سلاسل النسب، مما يشير إلى أنماط متكررة من الزواج والصداقة والخيارات المهنية فيما يتعلق بأنواع المرض وأنماط الوفاة. ويشمل القدر على جميع الميول الوراثية في اللاوعي العائلي والتي يتم التعبير عنها في المقام الأول من خلال الزواج والاختيار المهني». بشكل أساسي، ستوجه الاحتياجات والميول التي يظهرها البشرجينات مماثلة لبعضها البعض.

## عقدة أوديب
بينما قَبل سزوندي عقدة أوديب، وجد أنه لا يوجد إلا في ظل الشروط التالية: عندما ترى الأم والدها أو شقيقها ممثلين في ابنها، أو عندما يرى الأب والدته أو أخته في ابنته. لذلك، يأخذ الابن الجينات الممثلة في جده لأمه أو أعمامه، والابنة الجينات المتمثلة في جدتها لأبيها أو خالتها.

## التطبيق الحالي
على الرغم من أنه تم التخلي عنها في الغالب من قبل علماء النفس في السنوات التي تلت وفاة سزوندي، إلا أن الاكتشافات الحديثة في علم النفس التطوري قد تعيدها إلى شكل منقح، من خلال دراسة علم الأمراض النفسية والمتجانسة.